# Yard

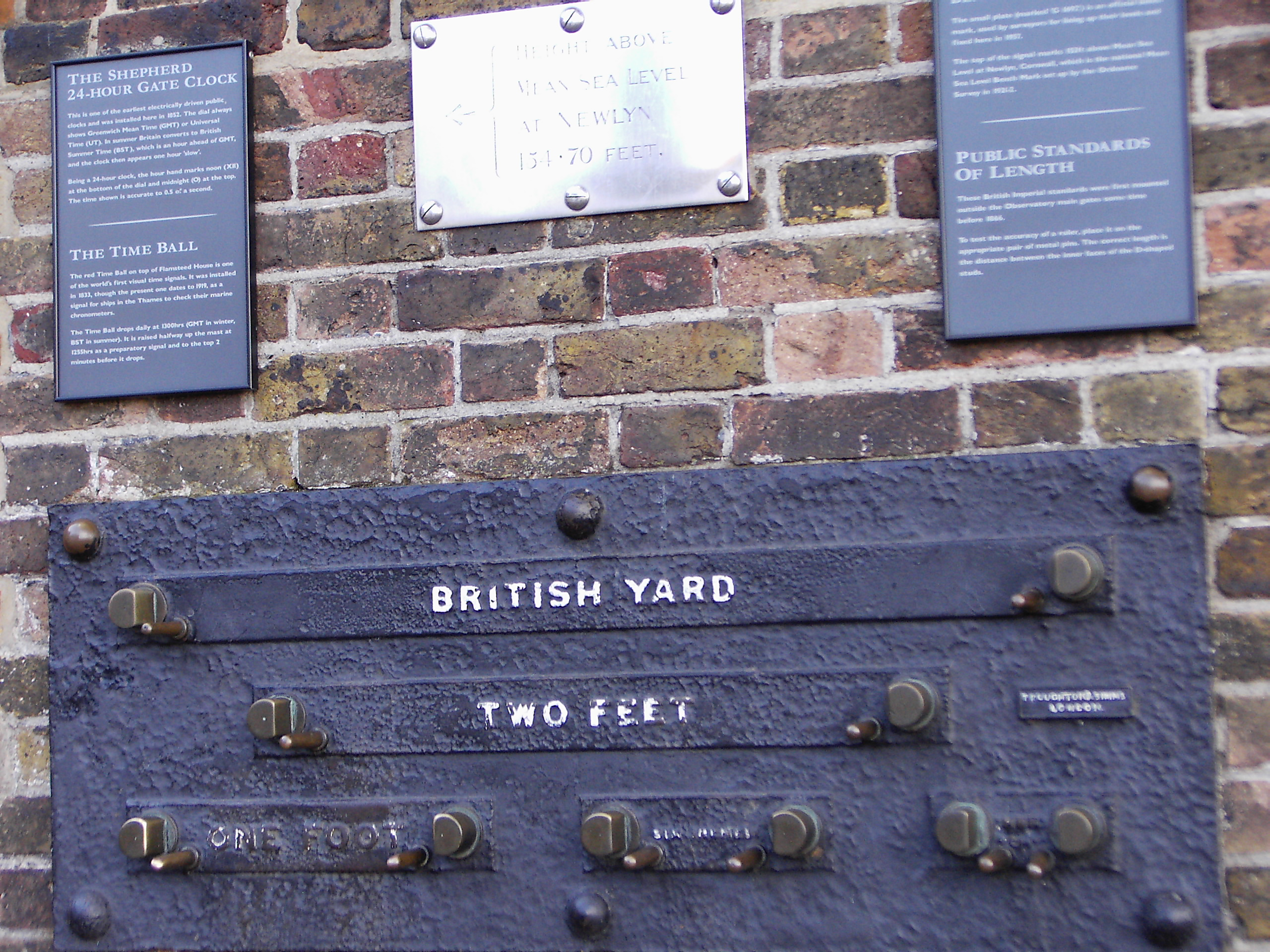
Brit hosszmértékek (Greenwichi Királyi Obszervatórium)

A yard (rövidítése: yd) a távolság alapmértékegysége az angolszász, birodalmi és az Egyesült Államokban használt mértékegységrendszerben. Napjainkban a leggyakrabban alkalmazott a nemzetközi yard. Egy yard egyenlő 36 hüvelykkel, vagy 91,44 centiméterrel. Terület-mértékegysége a négyzet-yard. Gyakran alkalmazzák távolságok egyszerű meghatározására is ezt a mértékegységet.

## Nemzetközi yard
A nemzetközi yard megfelel 0,9144 méternek.
1 yard = 3 láb (feet) = 36 hüvelyk (inch) = 0,9144 méter

## Egyenlőség más hosszmértékegységekkel
1 nemzetközi yard egyenlő:
- 0,5 fathom (1 fathom = 2 yard)
- 3 láb (1 láb = 1/3 yard)
- 36 hüvelyk
- 0,9144 méter (1 méter megközelítőleg 1,0936 yard)
- 1/1760 mérföld (mile) (1 mérföld = 1609,3 méter)

A yard használatának kezdetén a yardot kettes számrendszer alapján felosztották kettő, négy, nyolc, illetve 16 részre, ezek neve sorrendben a fél-yard, arasz, ujj és a köröm. A két yard hossz a fathom, mely a kinyújtott karok ujjvégeinek távolsága.
1101-ben I. Henrik király előírja a yardot, mint az ő orrahegyétől előrenéző arcnál a hüvelykujja végéig mért hosszúságegységet.